# Leeper
Leeper es un lugar designado por el censo ubicado en el condado de Clarion en el estado estadounidense de Pensilvania. En el Censo de 2010 tenía una población de 158 habitantes y una densidad poblacional de 188,8 personas por km².

## Geografía
Leeper se encuentra ubicado en las coordenadas 41°22′14″N 79°18′20″O / 41.37056, -79.30556. Según la Oficina del Censo de los Estados Unidos, Leeper tiene una superficie total de 1.35 km², de la cual 1.35 km² corresponden a tierra firme y (0%) 0 km² es agua.

## Demografía
Según el censo de 2010, había 158 personas residiendo en Leeper. La densidad de población era de 188,8 hab./km². De los 158 habitantes, Leeper estaba compuesto por el 99.37% blancos, el 0% eran afroamericanos, el 0% eran amerindios, el 0% eran asiáticos, el 0% eran isleños del Pacífico, el 0% eran de otras razas y el 0.63% pertenecían a dos o más razas. Del total de la población el 0% eran hispanos o latinos de cualquier raza.